# Afromolorchus capensis
Afromolorchus capensis là một loài bọ cánh cứng trong họ Cerambycidae.